# Resolució 1540 del Consell de Seguretat de les Nacions Unides
La Resolució 1540 del Consell de Seguretat de les Nacions Unides, adoptada per unanimitat el 28 d'abril de 2004, fa referència a la no proliferació d'armes de destrucció massiva. La resolució estableix les obligacions establertes al capítol VII de la Carta de les Nacions Unides per a tots els Estats membres per desenvolupar i fer complir les mesures legals i reglamentàries adequades contra la proliferació de les armes químiques, biològiques, radiològiques i nuclears i els seus mitjans de lliurament, particularment, per prevenir la propagació d'armes de destrucció massiva a actors no estatals.
És notable perquè reconeix la proliferació no estatal com una amenaça per a la pau segons els termes del Capítol VII de la Carta de les Nacions Unides i crea una obligació per als estats de modificar la seva legislació interna.
A més, la resolució requereix que tots els estats tipifiquin criminalitzar diverses formes d'implicació dels actors no estatals en armes de destrucció massiva i les seves activitats relacionades en llur legislació interna i, un cop al seu lloc, fer complir aquesta legislació.
En virtut del seu abast universal i de caràcter obligatori, la resolució 1540 marca una sortida dels acords previs de no proliferació i afegeix una nova capa al règim de no proliferació. Abans de la resolució, el règim de no proliferació es va basar en molts acords parcialment superposats, cap dels quals havia establert obligacions compulsòries universals.

## Contingut
La resolució 1540 va ser adoptada en virtut del Capítol VII de la Carta de les Nacions Unides, que es referia a "amenaces a la pau, violacions de la pau i actes d'agressió". La pròpia resolució diu en el seu paràgraf inicial: "la proliferació d'armes nuclears, químiques i biològiques, així com els seus mitjans de lliurament, constitueix una amenaça per a la pau i la seguretat internacionals". Tot i que el Consell de Seguretat ja havia reconegut la proliferació de les NBQ com una amenaça per a la pau i la seguretat internacionals segons una declaració presidencial del Consell de Seguretat el 31 de gener de 1992, fins al 2004 el Consell no va decidir adoptar una resolució tan decisiva.
La 1540 és només la segona resolució que invoca el Capítol VII sense relacionar el fet amb un temps i lloc específics, la primera va ser la Resolució 1373 del Consell de Seguretat de les Nacions Unides, que es va votar a conseqüència dels atemptats de l'11 de setembre de 2001 com un intent de contrarestar el terrorisme internacional. La possibilitat que els terroristes accedissin a les armes de destrucció massiva ja era gairebé considerat en la Resolució 1373, paràgraf 3 i 4, i en la Resolució 1540 va sorgir d'aquests dos paràgrafs.
Les tres obligacions principals creades per la resolució són:
1. "Abstenir-se de proporcionar cap mena de suport a actors no estatals que intentin desenvolupar, adquirir, fabricar, posseir, transportar, transferir o utilitzar armes nuclears, químiques o biològiques i els seus mitjans de lliurament" (article 1).
2. "Adoptar i fer complir lleis efectives adequades que prohibeixin a qualsevol actor no estatal fabricar, adquirir, posseir, desenvolupar, transportar, transferir o utilitzar armes nuclears, químiques o biològiques i els seus mitjans de lliurament". (Article 2)
3. "Prendre i fer complir mesures efectives per establir controls nacionals per evitar la proliferació d'armes nuclears, químiques o biològiques i els seus mitjans de lliurament". (Article 3)

La resolució també posa èmfasi en la importància contínua dels acords de no proliferació i desarmament i preveu la creació d'un comitè (la Comissió 1540) per supervisar la implementació de la resolució. Es demana als Estats que presentin informes a la Comissió del 1540 sobre la seva situació actual i els plans futurs respecte de les obligacions establertes en la resolució dins dels sis mesos posteriors a l'adopció de la resolució, encara que en realitat molts estats van trigar molt més.
La Comissió del 1540 va ser creada deliberadament sense poder imposar sancions. Si bé la resolució és, en teoria, obligatòria per a tots els membres de l'ONU, es va decidir que el procés d'implementació s'havia de basar en la col·laboració i la participació més que en l'aplicació. Per afavorir aquests propòsits, una de les funcions principals del Comitè ha estat com "aclariment" de les ofertes i les sol·licituds d'assistència en el compliment de les obligacions creades per la resolució.

### Comitè 1540
En el paràgraf 4 de la resolució es va establir un comitè ad-hoc (conegut com a Comitè 1540) per un mandat inicial de 2 anys sota el Consell de Seguretat que es va encarregar d'examinar l'aplicació d'aquesta resolució. El Comitè va publicar el seu primer informe al Consell de Seguretat sobre l'aplicació de la resolució a l'abril de 2006. Amb l'adopció de la resolució 1673 (2006) i la posterior resolució 1810 (2008), el seu mandat es va prorrogar durant dos anys més i després un altre període de tres anys. El seu mandat es va ampliar per deu anys més a partir de la Resolució 1977 (2011), aprovada a l'abril de 2011. La comissió va presentar un segon informe el juliol del 2008. Tal com es va demanar a la resolució 1810 (2008), el comitè va celebrar una reunió oberta el 2009 amb àmplia participació per preparar una revisió exhaustiva de l'estat de la implementació de la Resolució 1540.

### Implementació nacional
La resolució exhorta a tots els estats que presentin a la Comissió 1540 un primer informe, a tot tardar sis mesos després de l'aprovació de la resolució 1540 (28 d'octubre de 2004), sobre les passes que han pres o es proposen adoptar per aplicar les disposicions dels paràgrafs operatius 1, 2 i 3 de la resolució. Es demana a tots els Estats membres que els incloguin en els seus informes nacionals, segons correspongui, informació relativa a l'aplicació dels paràgrafs 6.7.8, 9 i 10 de la resolució. També se'ls anima a preparar de forma voluntària plans d'acció resumida que defineixin les seves prioritats i plans d'implementació de les disposicions clau de la resolució 1540 (2004) i que presentin aquests plans a la Comissió 1540. La resolució 1810 (2008) fa una crida a tots els Estats que encara no han presentat un primer informe, tal com requereix la resolució 1540, per enviar-lo al Comitè 1540 sense demora.

## Negociacions i votació
La resolució 1540 va ser adoptada pel Consell de Seguretat de l'ONU en resposta a la desemmascarament de la xarxa de proliferació Abdul Qadeer Khan, però també amb l'objectiu d'evitar l'adquisició d'armes químiques, biològiques, radiològiques i nuclears per grups terroristes.
La Resolució 1540 és un desenvolupament notable, ja que reconeix explícitament la proliferació d'armes de destrucció massiva com una amenaça per a la pau i la seguretat en si mateix i pel fet que obliga als estats membres a fer canvis legislatius interns. Els acords anteriors de no proliferació tenien la forma d'acords multilaterals com el Tractat de No Proliferació Nuclear o mecanismes de cooperació com la Proliferation Security Initiative, basada en el consentiment de les parts. La resolució 1540, per contra, és obligatòria per a tots els membres de l'ONU, recolzin o no els seus objectius.
La resolució va ser patrocinada pels Estats Units, amb Filipines, Espanya i França (que es van unir a l'últim minut) com a copatrocinadors. Les negociacions que conduïren al vot de la resolució 1540 només es van obrir oficialment als membres del Consell de Seguretat de l'ONU, però es va demanar informació sobre els primers esborranys amb relativa llibertat i es va demanar l'aportació d'altres estats i ONG a causa de la sensibilitat política dels problemes involucrats. Es va prestar especial atenció als principals estats no alineats per pressionar al Pakistan, aleshores membre del Consell de Seguretat, que s'adaptés a l'opinió majoritària. El G8 també va ser inclòs en el procés, sent un mitjà per incloure al Japó en les negociacions. El procés de redacció va ser notable pel nivell de participació de les ONG que va implicar. Una mobilització de base va ser organitzada per, entre d'altres, la Lliga Internacional de Dones per la Pau i la Llibertat, Abolició 2000 i el Comitè d'Advocats de Política Nuclear, que exigia que el projecte de resolució es debatés en una sessió oberta de el Consell de Seguretat.
La resolució va ser votada per unanimitat pels membres permanents del Consell de Seguretat, més els 10 membres no permanents en aquell moment: Algèria, Benín, Angola, Filipines, Pakistan, Brasil, Xile, Alemanya, Espanya i Romania. Tot el procés, des del començament de les negociacions entre els copatrocinadors fins a la votació final, va durar uns 8 mesos.
Malgrat la unanimitat del vot, cal destacar que alguns membres del Consell de Seguretat van expressar reserves en els seus informes. En representació de Pakistan, Munir Akram va insistir que Pakistan compartia l'opinió expressada en el debat obert del Consell que el Consell no podia legislar pel món, va dir. El Consell no podia assumir la gestió dels problemes de no-proliferació i desarmament globals. Compost per 15 estats, no era un organisme representatiu. No podia fer complir les obligacions assumides per cinc dels seus membres que mantenien les armes nuclears, ja que també tenien el dret de veto. Va afegir que Pakistan havia estat obligat a desenvolupar armes nuclears i sistemes de lliurament relacionats per mantenir creïble una dissuasió mínima contra l'agressió externa, especialment quan s'havien desenvolupat i demostrat habilitats similars per part del seu veí oriental. El règim de no proliferació nuclear necessitava donar cabuda a la realitat de l'existència d'armes nuclears al sud d'Àsia. Atesa aquesta realitat, Pakistan no acceptaria cap demanda d'accés, ni encara menys inspeccions, dels seus actius i materials nuclears i estratègics, va dir. No compartiria informació tècnica, militar o política que afectés negativament els seus programes de seguretat nacional o els seus interessos nacionals. Pakistan continuaria desenvolupant els seus míssils nuclears i la seva capacitat estratègica relacionada per mantenir la dissuasió mínima creïble davant el seu veí oriental, qui s'havia embarcat en programes importants d'adquisició i desenvolupament d'armes nuclears, míssils, antimíssils i armes convencionals.
L'Índia també va manifestar la seva preocupació per l'aparent interferència en la legislació interna del Consell de Seguretat: Ens preocupa que l'exercici de les funcions legislatives del Consell, combinades amb el recurs als mandats del Capítol VII, pugui pertorbar l'equilibri de poder entre l'Assemblea General i el Consell de Seguretat, tal com es consagra a la Carta.
Parlant per Brasil, Ronaldo Mota Sardenberg va plantejar la qüestió del desarmament, que havia estat una preocupació per molts països del Moviment de Països No Alineats durant tot el procés de negociació i abans, donat el règim no igualatari creat per instruments com el Tractat de No Proliferació Nuclear.
Igualment, els primers esborranys de la resolució contenien referències explícites a la Proliferation Security Initiative que es van eliminar a petició de la Xina, que seguia oposada al règim, al·legant que viola la Convenció de les Nacions Unides sobre el Dret de la Mar.

## Relació amb altres instruments de no proliferació
La Resolució 1540 exigeix als estats que promoguin l'adopció universal i la plena implementació i, en el seu cas, l'enfortiment dels tractats multilaterals dels quals siguin parts, amb l'objectiu d'evitar la proliferació d'armes nuclears, biològiques o químiques (article 8 bis) i complir el seu compromís amb la cooperació multilateral, en particular en el marc de l'Agència Internacional de l'Energia Atòmica, l'Organització per la Prohibició de les Armes Químiques i la Convenció sobre Armes Biològiques.(article 8c).
Encara que la resolució encoratja i promou la implementació del tractat universal d'armes de destrucció massiva, afirma que encara no hi ha una part que conservi la seva prerrogativa per no signar aquests tractats. L'enfocament de la Resolució 1540 no són els tractats per se sinó la legislació i normativa nacional resultant que permeten actuar contra actors no estatals. Els Estats hauran recorregut un llarg camí per complir amb la resolució si ja han ratificat els tres principals tractats d'armes de destrucció massiva, però el contrari també és cert. Si els Estats posen en pràctica la legislació nacional necessària per complir amb la Resolució 1540, convertir-se en estat part i complir amb la Convenció sobre Armes Químiques i la Convenció sobre Armes Biològiques no exigirà gaire esforç addicional. D'aquesta manera, la resolució també contribueix a la universalitat dels tractats.
La resolució 1540 intenta omplir els buits en els diferents enfocaments dels instruments existents. En primer lloc, la resolució és universal a diferència dels tres principals tractats d'srmes de destrucció massiva.
Mentre que els tres tractats principals d'ADM, el Tractat de No Proliferació, la Convenció sobre Armes Químiques i la Convenció sobre Armes Biològiques són aplicables, principalment, als estats, la resolució enfoca als actors no estatals. Com que els individus no estan subjectes al dret internacional, els estats han d'assegurar un marc jurídic nacional de lleis, reglaments i controls.
Tercer, a diferència del AIEA del NPT i l'OPAQ a la CWC, no existia cap organització en el BTWC.
De la mateixa manera, per als mitjans de lliurament, només existeix un règim perquè aquests sistemes de lliurament no siguin objecte de tractats de no proliferació jurídicament vinculants. La resolució 1540 integra explícitament les preocupacions sobre la proliferació d'aquests mitjans.
La resolució va més enllà dels tres principals tractats de no proliferació i especifica en els articles 2 i 3 les mesures addicionals necessàries relatives a la protecció financera, de seguretat i física dels materials sensibles i també als controls fronterers i d'exportació.
Finalment, la Resolució, adoptada en virtut del Capítol VII de la Carta de les Nacions Unides, n'exigeix l'aplicació. Això fa èmfasi en el paper que els estats esperen jugar per prevenir la proliferació (article 10), perquè suggereix la possibilitat de sancions internacionals en cas d'incompliment. També tracta d'abordar la debilitat de l'aplicació en els tractats i els règims de control de l'exportació.

### Armes nuclears
La resolució 1540 té una relació complementària amb el Tractat de No Proliferació Nuclear i l'AIEA. L'AIEA té activitats i programes rellevants per a l'aplicació de la resolució 1540, com l'assistència legislativa, la capacitació dels funcionaris estatals, el suport als estats en el desenvolupament i la implementació de la protecció física dels materials i instal·lacions nuclears i el suport als estats per millorar els controls fronterers per tal de detectar millor el tràfic il·legal de material nuclear i tecnologia relacionada. El Comitè 1540 pot informar els estats sobre la sol·licitud d'assistència legislativa i tècnica i serveis d'assessorament de l'AIEA. L'AIEA no sols cobreix material nuclear, sinó també material radioactiu, aquest últim té un interès especial per als actors no estatals, ja que seria més fàcil d'obtenir. Una altra eina útil proporcionada per l'AIEA és la seva base de dades de tràfic il·lícit.

### Armes químiques
La Convenció sobre Armes Químiques i la seva organització obligatòria OPAQ s'enfronten a nous reptes en un canviant context internacional de les NDQ que la Resolució 1540 pretén solucionar. Una obligació important de la CAQ és l'adopció de la legislació nacional d'aplicació adequada, però fins i tot després de l'adopció d'un pla d'acció per part de l'OPAQ que inciti les parts estatals a solucionar aquesta situació, moltes parts estatals no compleixen aquesta obligació. Una legislació nacional àmplia d'aplicació no sols és necessària per satisfer plenament les obligacions del CAQ, sinó que és vital per evitar que els actors no estatals puguin accedir a les armes químiques i la Resolució 1540 ho ha convertit en un requisit obligatori. Tot i que la CAQ té un règim efectiu de verificació per part dels inspectors internacionals de l'OPAQ, això pot no ser sempre quan s'enfronten a actors no estatals si no existeix una legislació nacional que faciliti l'accés fàcil a les residències privades. La resolució també aborda la qüestió de "materials relacionats". La seva definició inclou productes químics i equips coberts per acords multilaterals i llistes de control nacionals com el Grup d'Austràlia, la Proliferation Security Initiative i l'estratègia de la UE contra la proliferació de les NDQ, i és, per tant, molt més àmplia que els tres calendaris de productes químics a l'annex de la CAQ. A més, els actors no estatals ja poden causar danys greus amb quantitats molt inferiors a les que es consideren importants per a l'exèrcit i els estats haurien de considerar això en les seves accions per contrarestar la preparació o l'ús d'armes químiques per part d'aquests actors.

### Armes biològiques
Com ja s'ha dit anteriorment, la Convenció d'Armes Biològiques no té cap organització per supervisar la seva implementació i no té cap règim efectiu de supervisió, compliment i verificació. Existeix un mecanisme de compliment consultiu modest, però les negociacions per establir una organització internacional per a la prohibició de les armes biològiques per supervisar la implementació i realitzar el seguiment i la verificació es van trencar l'any 2001. La manca de transparència dificulta l'avaluació de l'estatus i l'eficàcia de les mesures dels estats per implementar i complir amb la CAB. La Resolució 1540 ha establert un sistema de seguiment basat en les declaracions dels estats sobre la seva implementació a través dels informes subministrats a la Comissió 1540. La resolució no proporciona un règim de compliment, sinó que afavoreix els esforços de cooperació, ja que el no compliment pot ser causat per la manca de consciència o capacitat. Però si els estats persisteixen en el seu incompliment a pesar de l'assistència, el Comitè ho informarà al Consell de Seguretat de les Nacions Unides. La resolució 1540 també compleix un paper de compliment de funcions, ja que obliga els estats part de la CAB a revisar el compliment de les seves obligacions mentre poden utilitzar els criteris més detallats per a la implementació nacional en la resolució.

### Mitjans de lliurament
La resolució 1540 promou una major comprensió dels instruments de no proliferació relacionats amb els mitjans de lliurament com el Règim de Control de la Tecnologia de Míssils (MTCR). Fins a l'adopció de la resolució, les mesures de control d'exportació relacionades amb els mitjans de lliurament no havien estat discutides àmpliament en la comunitat internacional. El MTCR és una associació informal i voluntària que té com a objectiu controlar la proliferació de coets i sistemes d'avió no tripulats. La resolució 1540 requereix com una de les mesures que els estats mantiguin controls d'exportació efectius i que, tot i que tots els països poden implementar els acords d'acord amb la seva legislació nacional, aquesta legislació és ara obligatòria. Atès que l'enfocament principal de la resolució són els actors no estatals, es preveu que els mitjans de lliurament siguin uns mitjans menys sofisticats. El risc dels actors no estatals que obtenen sofisticades tecnologies balístiques o míssils de creuer segueix existint i la Resolució haurà de tenir en compte la tecnologia de doble ús en la seva implementació per no afectar els legítims usos comercials pacífics i la investigació industrial.

## Aplicació

### Amèrica del Sud
Amèrica Llatina va ser la primera regió a cobrir per un tractat que prohibia el desenvolupament d'armes nuclears (el Tractat de Tlatelolco), malgrat l'oposició duta a terme entre dos dels principals poders de la regió, Brasil i Argentina, al Tractat de No Proliferació Nuclear, a causa del seu caràcter discriminatori percebut.
Tot i que Colòmbia és l'únic estat de la regió que ha acceptat plenament la visió dels Estats Units sobre la guerra contra el terrorisme, la majoria dels estats de la regió ja tenen mesures antiterroristes, generalment en conjunt amb polítiques destinades a lluitar contra la delinqüència organitzada, que és la principal amenaça local (per exemple, el grup 3+1, la Convenció Interamericana contra el Terrorisme, la Declaració de San Carlos).
Tots els estats de la regió ja han presentat els seus informes de compliment a la Comissió 1540. Moltes d'ells, tanmateix, han complert només una part menor de les seves obligacions en virtut de la resolució; Xile, Panamà, Perú i Veneçuela, entre els que tenen el pitjor registre. Colòmbia també ha sol·licitat equips de detecció i assistència en la formació del personal de policia per detectar i perseguir les infraccions de proliferació, mentre que Argentina i Brasil han proporcionat ofertes d'assistència.

### Àsia i Oceania
Tot i que l'ASEAN ha recolzat en bona part la resolució, també l'ha criticat, en primer lloc, com un intent inspirat pels Estats Units d'interferir en assumptes que pertanyen al domini de la sobirania nacional, com una “talla única” sobre la qüestió
i per ser massa exigents en termes de recursos perquè els països petits l'apliquin correctament.
Entre els estats de la regió, Taiwan (que no és membre de l'ONU), les Illes Cook i Niue (que són tractats com a observadors permanents en comptes de membres de l'ONU a causa de la seva enllaços amb Nova Zelanda), Corea del Nord, Birmània, Timor Oriental i les Illes Salomó encara no han presentat informes a la Comissió 1540. Molts dels estats d'Oceania han tingut dificultats per complir amb les seves obligacions en virtut de la resolució per la seva petita grandària i manca de recursos. Per exemple, Kiribati ha demanat ajuda per adaptar el seu marc legislatiu i Vanuatu ha demanat entrenament policial addicional.
Armènia, Cambodja, l'Iraq, Líban, Illes Marshall, Mongòlia, Filipines, Qatar, Síria, Tailàndia i Uzbekistan teniu sol·licituds d'assistència pendents, mentre que Austràlia, Xina, Índia, Israel, Japó, Malàisia, Nova Zelanda, Pakistan, Corea del Sud i Singapur tots ells van presentar ofertes d'assistència al Comitè.
Molts estats de la regió també participen en altres iniciatives locals de no-proliferació i contra-terrorisme, com el Procés Contraterrorista de Bali i el Taller Regional de la CAB.
Àsia ha estat la font de les activitats de proliferació més recents, especialment a Índia i Pakistan, Israel, Iran and North Korea, i els que pertanyen a la xarxa d'Abdul Qadir Khan.

### Àfrica
Encara que la majoria dels estats africans manquen de la tecnologia per a ser greus amenaces de proliferació, les nombroses zones d'anarquia del continent el converteixen en un eix útil per a diverses activitats clandestines, especialment drogues i tràfic de persones. No obstant això, certs països, especialment Líbia i Egipte (nuclear) i la República Democràtica del Congo (químic/biològic) se sospita que participen o han participat en la proliferació.
Àfrica també té la proporció més alta d'estats que encara no han presentat els seus informes de compliment a la comissió 1540. Això s'ha atribuït en gran manera a la manca de recursos, a l'existència de problemes més urgents com la sida, la proliferació d'armes curtes i els conflictes, però alguns membres del moviment no alineat també han plantejat preocupacions sobre el possible impacte de la resolució sobre la sobirania nacional.
Angola, Benin, Costa d'Ivori, Madagascar i Marroc tots han presentat sol·licituds d'assistència en el compliment de les seves obligacions al Comitè 1540, i Sud-àfrica ha proporcionat una oferta d'ajuda.

### Europa
Des de 2003, la Unió Europea ha integrat una clàusula de no proliferació a la seva Política Exterior i de Seguretat Comuna, que exigeix que els seus socis comercials prenguin mesures per signar, ratificar o adherir-se, segons correspongui, i implementar plenament tots els instruments internacionals rellevants (...) relacionats amb armes nuclears, químiques i biològiques. Aquesta clàusula, però, ha estat un obstacle en les negociacions amb l'Índia i Síria.
Els únics països europeus per presentar els seus informes a la comissió de 1540 són la república de Macedònia, Moldàvia i la Ciutat del Vaticà (que continua sent un estat observador de l'ONU), tot i que molts antics estats soviètics manquen dels controls fronterers efectius necessaris per prevenir la proliferació, tot i que encara posseeixen materials nuclears, químics o biològics. Albània, Lituània, Montenegro i Sèrbia han demanat assistència en el compliment de les seves obligacions segons la resolució, mentre que la majoria dels estats europeus han proporcionat ofertes d'ajuda: Àustria, Belarús, Bulgària, República Txeca, Dinamarca, Estònia, Finlàndia, França, Alemanya, Grècia, Hongria, Irlanda, Itàlia, Liechtenstein, Lituània, Luxemburg, Malta, Països Baixos, Noruega, Polònia, Portugal, Romania, la Federació de Rússia, Eslovàquia, Eslovènia, Espanya, Suècia i el Regne Unit.

### Amèrica del Nord
Estats Units ha estat un dels partidaris més forts de la resolució 1540 i de la Resolució 1887, que va enfortir les seves disposicions.
Tots els Estats d'Amèrica del Nord, excepte Haití i Saint Lucia, han presentat els seus informes sobre el compliment de l'acord amb l'ONU. Bahames, Belize, CARICOM i Guatemala han demanat assistència per implementar la resolució mentre que el Canadà, Cuba i els Estats Units han ofert ajuda.

## Controvèrsia
Molts estats del moviment no alineat han criticat la resolució 1540 per ser enutjosa i mal adaptada a les seves situacions, un intent dels Estats Units de cooptar als altres en la seva guerra contra el terrorisme, la ingerència de l'ONU en la sobirania nacional dels estats i una fuga de recursos que es podrien utilitzar millor en els problemes que tenen una rellevància local més directa.
Els partidaris de la resolució han subratllat la funció de la comissió 1540 com a centre de compensació per a les ofertes i sol·licituds d'assistència en l'aplicació de la resolució i assenyalaren que els controls fronterers millorats i el marc legislatiu seran més benefici general per a tots els països que els implementin.